# Pseudacrossus nasutus
Pseudacrossus nasutus är en skalbaggsart som beskrevs av Edmund Reitter 1887. Pseudacrossus nasutus ingår i släktet Pseudacrossus och familjen Aphodiidae. Inga underarter finns listade i Catalogue of Life.